# Burgunderhjelm
En burgunderhjelm eller en bourgignot er en hjelmtype fra 1500-tallet. Den var den mest udbredte hjelmtype i Europa i 1500-tallet.
Den er en tætsiddende hjelm som beskytter ansigt, hals og hoved. Den slutter så tæt om halsen, at man er nødt til at åbne den for at kunne få den på. Burgunderhjelmen kan enten have to hagestykker, som er hængslet i hver sin side, lige under de hængsler som visiret var fæstnet til, eller ét hagestykke der drejer om det samme hængsel som visiret. Halskraven låses i en rille på brystpladen, så det kun er muligt at dreje hovedet fra side til side, og ikke op og ned.
Kombinationen af en bourgignot og en gotisk rustning kaldes en maximillian-rustning.
En burgunderhjelm må ikke forveksles med burgunderhuen ('bourginotte' eller 'bourguignotte'), som er uden visir.